# Aljaksandr Paŭlavec
Aljaksandr Valer'evič Paŭlavec (in bielorusso Аляксандр Валер'евіч Паўлавец?; Barysaŭ, 13 agosto 1996) è un calciatore bielorusso, difensore della Dinamo Brėst.

## Carriera

### Club
Ha giocato nella prima divisione bielorussa, in quella russa, in quella ucraina, in quella polacca, in quella greca ed in quella armena.

### Nazionale
Ha giocato nelle nazionali giovanili bielorusse Under-17, Under-19 ed Under-21.
Nel 2017 ha esordito in nazionale maggiore.

## Statistiche

### Presenze e reti nei club
Statistiche aggiornate al 22 maggio 2022.
| Stagione        | Squadra         | Campionato      | Campionato | Campionato | Coppe nazionali | Coppe nazionali | Coppe nazionali | Coppe continentali | Coppe continentali | Coppe continentali | Altre coppe | Altre coppe | Altre coppe | Totale | Totale |
| Stagione        | Squadra         | Comp            | Pres       | Reti       | Comp            | Pres            | Reti            | Comp               | Pres               | Reti               | Comp        | Pres        | Reti        | Pres   | Reti   |
| --------------- | --------------- | --------------- | ---------- | ---------- | --------------- | --------------- | --------------- | ------------------ | ------------------ | ------------------ | ----------- | ----------- | ----------- | ------ | ------ |
| 2015            | Tarpeda-BelAZ   | VL              | 8          | 0          | KB              | 0               | 0               | -                  | -                  | -                  | -           | -           | -           | 8      | 0      |
| gen.-lug. 2016  | Tarpeda-BelAZ   | VL              | 8          | 0          | PP              | 5               | 1               | -                  | -                  | -                  | -           | -           | -           | 13     | 1      |
| lug.-nov. 2016  | Nëman           | VL              | 15         | 0          | PP              | 0               | 0               | -                  | -                  | -                  | -           | -           | -           | 15     | 0      |
| 2017            | Tarpeda-BelAZ   | VL              | 26         | 1          | KB              | 4               | 0               | UEL                | 0                  | 0                  | SK          | 1           | 0           | 31     | 1      |
| 2018            | Tarpeda-BelAZ   | VL              | 28         | 2          | KB              | 1               | 0               | -                  | -                  | -                  | -           | -           | -           | 29     | 2      |
| 2019            | Dinamo Brėst    | VL              | 23         | 0          | PP              | 2               | 0               | -                  | -                  | -                  | SK          | 0           | 0           | 25     | 0      |
| 2020            | Dinamo Brėst    | VL              | 20         | 1          | KB              | 6+1             | 0               | UCL                | 1                  | 0                  | SK          | 1           | 0           | 28     | 1      |
| 2020-2021       | Rostov          | PL              | 5          | 0          | KR              | 0               | 0               | -                  | -                  | -                  | -           | -           | -           | 5      | 0      |
| 2021-feb. 2022  | Kolos Kovalivka | PL              | 11         | 0          | KU              | 1               | 0               | UECL               | 1                  | 0                  | -           | -           | -           | 13     | 0      |
| apr.-mag. 2022  | Warta Poznań    | EK              | 4          | 0          | PP              | 0               | 0               | -                  | -                  | -                  | -           | -           | -           | 4      | 0      |
| Totale carriera | Totale carriera | Totale carriera | 148        | 4          |                 | 20              | 1               |                    | 2                  | 0                  |             | 2           | 0           | 172    | 5      |

### Cronologia presenze e reti in nazionale
| Cronologia completa delle presenze e delle reti in nazionale ― Bielorussia | Cronologia completa delle presenze e delle reti in nazionale ― Bielorussia | Cronologia completa delle presenze e delle reti in nazionale ― Bielorussia | Cronologia completa delle presenze e delle reti in nazionale ― Bielorussia | Cronologia completa delle presenze e delle reti in nazionale ― Bielorussia | Cronologia completa delle presenze e delle reti in nazionale ― Bielorussia | Cronologia completa delle presenze e delle reti in nazionale ― Bielorussia | Cronologia completa delle presenze e delle reti in nazionale ― Bielorussia |
| Data                                                                       | Città                                                                      | In casa                                                                    | Risultato                                                                  | Ospiti                                                                     | Competizione                                                               | Reti                                                                       | Note                                                                       |
| -------------------------------------------------------------------------- | -------------------------------------------------------------------------- | -------------------------------------------------------------------------- | -------------------------------------------------------------------------- | -------------------------------------------------------------------------- | -------------------------------------------------------------------------- | -------------------------------------------------------------------------- | -------------------------------------------------------------------------- |
| 1-6-2017                                                                   | Neuchâtel                                                                  | Svizzera                                                                   | 1 – 0                                                                      | Bielorussia                                                                | Amichevole                                                                 | -                                                                          | 61’                                                                        |
| 12-6-2017                                                                  | Minsk                                                                      | Bielorussia                                                                | 1 – 0                                                                      | Nuova Zelanda                                                              | Amichevole                                                                 | -                                                                          | 86’                                                                        |
| 13-11-2017                                                                 | Kutaisi                                                                    | Georgia                                                                    | 2 – 2                                                                      | Bielorussia                                                                | Amichevole                                                                 | -                                                                          | 88’                                                                        |
| 9-6-2018                                                                   | Tampere                                                                    | Finlandia                                                                  | 2 – 0                                                                      | Bielorussia                                                                | Amichevole                                                                 | -                                                                          | 64’                                                                        |
| 19-11-2019                                                                 | Podgorica                                                                  | Montenegro                                                                 | 2 – 0                                                                      | Bielorussia                                                                | Amichevole                                                                 | -                                                                          | 46’                                                                        |
| 23-2-2020                                                                  | Sharja                                                                     | Uzbekistan                                                                 | 0 – 1                                                                      | Bielorussia                                                                | Amichevole                                                                 | -                                                                          |                                                                            |
| 24-3-2021                                                                  | Minsk                                                                      | Bielorussia                                                                | 1 – 1                                                                      | Honduras                                                                   | Amichevole                                                                 | -                                                                          |                                                                            |
| 30-3-2021                                                                  | Lovanio                                                                    | Belgio                                                                     | 8 – 0                                                                      | Bielorussia                                                                | Qual. Mondiali 2022                                                        | -                                                                          |                                                                            |
| 15-10-2023                                                                 | San Gallo                                                                  | Svizzera                                                                   | 3 – 3                                                                      | Bielorussia                                                                | Qual. Euro 2024                                                            | -                                                                          | 90+5’                                                                      |
| 18-11-2023                                                                 | Budapest                                                                   | Bielorussia                                                                | 1 – 0                                                                      | Andorra                                                                    | Qual. Euro 2024                                                            | -                                                                          |                                                                            |
| Totale                                                                     |                                                                            | Presenze                                                                   | 10                                                                         |                                                                            | Reti                                                                       | 0                                                                          |                                                                            |

## Palmarès

### Club

#### Competizioni nazionali
- Supercoppa di Bielorussia: 1

Dinamo Brėst: 2020
- Supercoppa d'Armenia: 1

Ararat-Armenia: 2024